# Gábor Király
Gábor Ferenc Király (Pronunciació en hongarès: ˈɡaːbor ˈfɛrɛnt͡s ˈkiraːj; Szombathely, 1 d'abril de 1976) és un jugador de futbol professional hongarès, que actualment juga de porter al Szombathelyi Haladás i a la selecció d'Hongria.
En els seus 22 anys de carrera, Király va passar-ne bona part a l'equip alemany de l'Hertha BSC, club al que va arribar el 1997 i on va disputar 198 partits oficials. A més de l'Hertha, Király també ha jugat a Anglaterra, on va defensar la samarreta del Crystal Palace, el Burnley i el Fulham, entre d'altres. El 2015 va tornar al club de la seva ciutat, el Szombathelyi Haladás, on havia començat la seva carrera professional. Des que va debutar amb la selecció hongaresa, el 1998, en un partit contra Àustria, Király ha jugat més de 100 partits amb Hongria.
Király és conegut internacionalment per lluir uns pantalons llargs de xandall de color gris, en comptes dels típics pantalons de futbol, que assegura que porta per comoditat, havent de jugar en superfícies difícils i, principalment, perquè li porta bona sort.
El 31 de maig de 2016 es va anunciar que el seleccionador Bernd Storck l'havia inclòs en l'equip definitiu d'Hongria per disputar l'Eurocopa 2016.
A data de 14 de juny de 2016, és el jugador més gran en disputar un partit en un Campionat d'Europa de futbol, amb 40 anys i 75 dies, moment en què va superar el rècord anterior, de 39 anys i 91 dies, que tenia l'alemany Lothar Matthäus.